# Сафарі

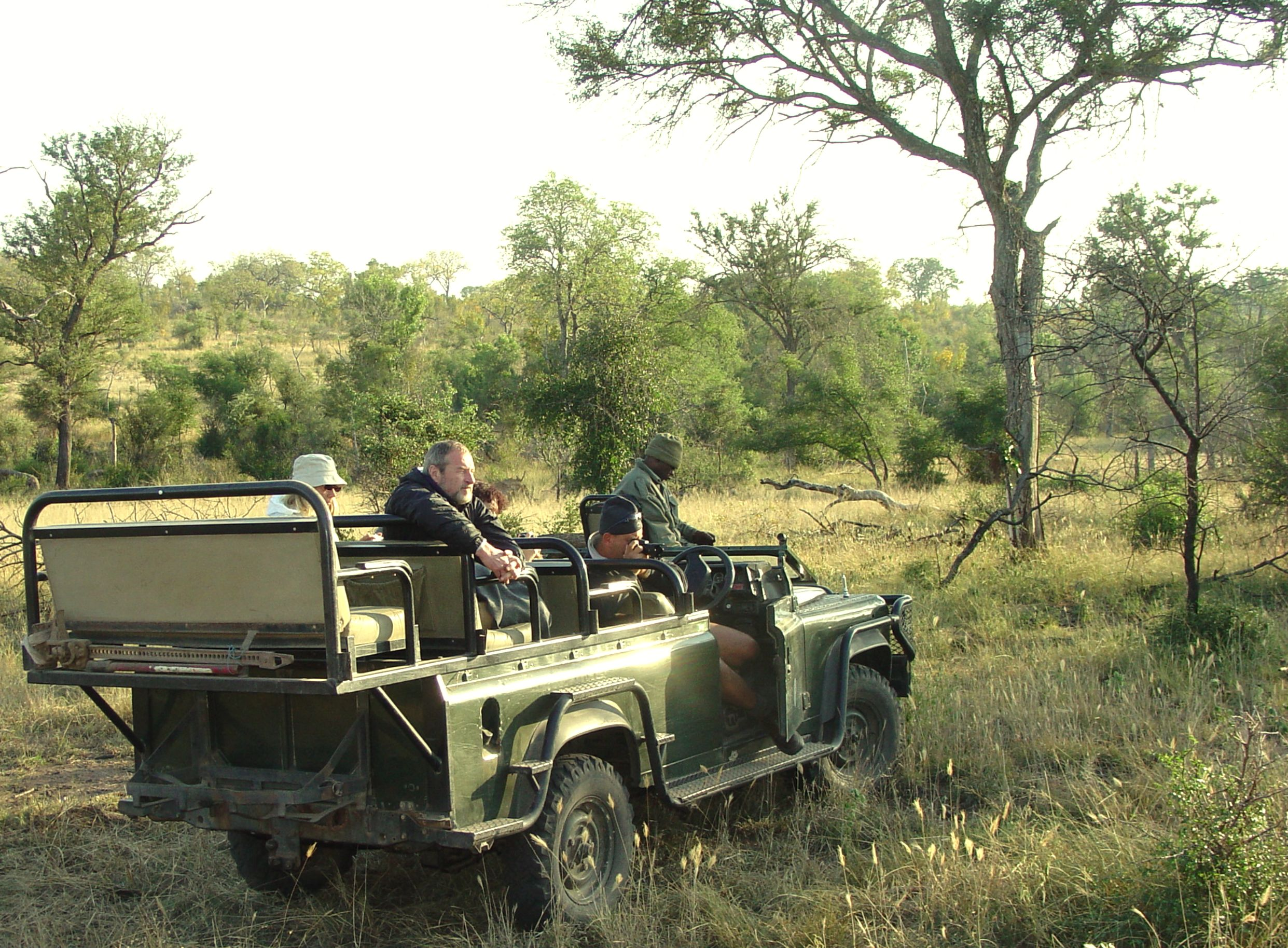
Сафарі-фотополювання в Лімпопо, ПАР.

Сафарі (суах. safari — подорож) — спочатку мисливські поїздки по Східній Африці. Пізніше поняття сафарі стало застосовуватися і в інших частинах Африки та світу, а його значення суттєво змінилося. Сьогодні слово «сафарі» частіше означає цілком мирні і порівняно недорогі екскурсії в дику природу, на яких фотографують звірів. У деяких країнах розвинулася ціла індустрія сафарі з досвідченими супроводжуючими.

## Мисливські сафарі
Але первісний зміст слова сафарі і в даний час не втратив свого значення. Зараз проведення полювань — процвітаюча галузь туристичного бізнесу, яка навіть розвивається і приносить чимало коштів до бюджету багатьох країн Африки. Найпопулярнішими серед любителів африканської полювання є ПАР, Намібія, Ботсвана, Танзанія, Мозамбік, Замбія, Зімбабве, Камерун, ЦАР. В інших країнах, де дозволений мисливський бізнес, він розвинений набагато слабкіше в силу загальної нерозвиненості туристичної інфраструктури, несприятливої обстановки для туристів, а часто і через погане збереження дикої природи. Полювання в таких країнах не являє собою окремої індустрії і носить спорадичний характер.

## Вартість сафарі
Якісне африканське полювання в наш час, як і раніше, по кишені дуже небагатьом. Вартість трофеїв хоча й сильно різниться, все ж дуже значна (починається з 150—200 дол. за таку здобич, як павіани або дрібні антилопи і сягає десятків тисяч дол. за слона, носорога або лева). Вартість обслуговування та проживання в мисливському таборі порівнянна з проживанням в 4-5-зірковому готелю (в середньому 250—300 дол. на добу, хоча сильно залежить від багатьох факторів). Відповідно, загальна вартість пакету сафарі рідко буває менше 6-7 тис. дол. не рахуючи авіаквитків. Зазвичай клієнт завчасно інформує фірму-організатора про свої уподобання щодо трофеїв.

## Організація полювання в Африці
Як правило, клієнтові не дозволено полювати поодинці — його супроводжує професійний мисливець, в обов'язки якого входить доставити гостя безпосередньо до місця полювання, забезпечити йому правильний підхід до справи і вказати, в якого саме звіра слід стріляти. Останнє важливо, адже далеко не кожен приїжджий мисливець може, наприклад, відрізнити самця від самки з великої відстані. Крім того, важливо вибрати серед стада найцінніший трофей. Якщо мисливець досвідчений і не потребує подібних інструкціях, професіонал все одно супроводжує його — формально він повинен контролювати кожен постріл клієнта. Це допомагає, в ряді випадків, уникнути браконьєрства.

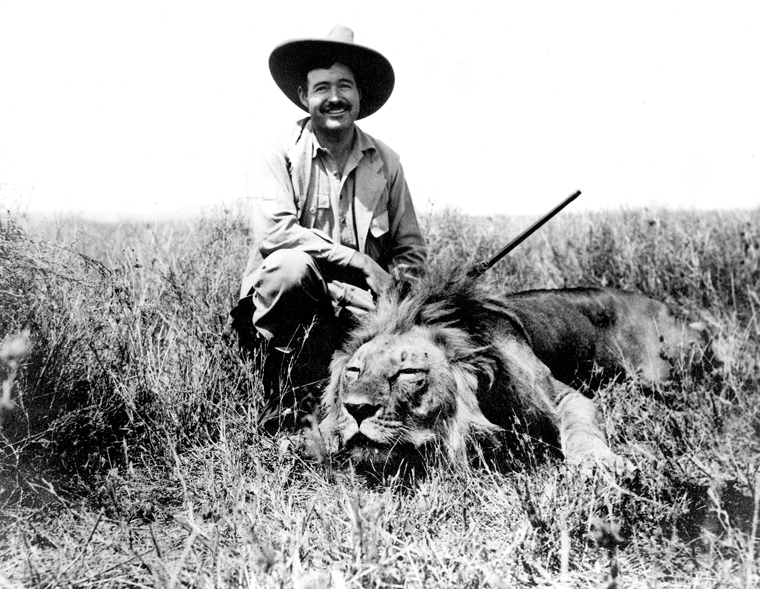
Ернест Гемінґвей під час сафарі 1934 року

При полюванні на небезпечну здобич професійний мисливець зобов'язаний страхувати клієнта, прикриваючи його вогнем своєї зброї у разі атаки пораненого звіра. Така допомога потрібна нерідко — за статистикою, приблизно кожен четвертий постріл по слону призводить до нападу товстошкірого. Втекти ж від нападника слона практично неможливо.
Крім професійного мисливця, до складу групи зазвичай входить 2-3 людини допоміжного складу — як правило, з місцевого населення — провідники, носії тощо. Найпочеснішими трофеями вважаються представники так званої великої п'ятірки (англ. Big Five) — африканський буйвіл, слон, лев, леопард та носоріг. Це звірі, полювання на яких пов'язано з найбільшою небезпекою. Як не парадоксально, але найнебезпечнішими в «п'ятірці» вважаються не лев або слон, а буйвіл та леопард. Саме на долю цих двох звірів припадає більша частина нещасних випадків. Про мисливця, який здобув хоча б по одному представнику усіх видів «п'ятірки» кажуть, що він зібрав «великий шолом».
З екологічної точки зору сафарі, у разі відповідальної організації, може бути навіть корисною формою туризму, оскільки для проведення мисливських сафарі місцевість повинна залишатися по можливості недоторканою.